# ISO 3166-2:CM
ISO 3166-2:CM là mã ISO 3166-2 cho Cameroon, một phần của tiêu chuẩn ISO 3166 tiêu chuẩn được công bố bởi Tổ chức tiêu chuẩn hóa quốc tế (ISO), trong đó xác định mã cho tên của hiệu trưởng phân (ví dụ, tỉnh hoặc tiểu bang) của tất cả các quốc gia được mã hóa theo ISO 3166-1.
Hiện tại đối với Cameroon, mã ISO 3166-2 được xác định cho 10 vùng.
Mỗi mã bao gồm hai phần, cách nhau bởi dấu gạch nối. Phần đầu tiên là CM, mã ISO 3166-1 alpha-2 của Cameroon. Phần thứ hai là hai chữ cái.

## Mã hiện tại
Tên phân khu được liệt kê như trong tiêu chuẩn ISO 3166-2 do Cơ quan bảo trì ISO 3166 (ISO 3166/MA) công bố.
ISO 639-1 mã được sử dụng để thể hiện tên phân khu sau đây ngôn ngữ hành chính:
- (en): Tiếng Anh
- (fr): Tiếng Pháp

Nhấp vào nút trong tiêu đề để sắp xếp từng cột.
| Mã    | Tên phân khu (en) | Tên phân khu (fr) |
| ----- | ----------------- | ----------------- |
| CM-AD | Adamaoua          | Adamaoua          |
| CM-CE | Miền Trung        | Centre            |
| CM-ES | Miền Đông         | Est               |
| CM-EN | Viễn Bắc          | Extrême-Nord      |
| CM-LT | Littoral          | Littoral          |
| CM-NO | Miền Bắc          | Nord              |
| CM-NW | Tây Bắc           | Nord-Ouest        |
| CM-SU | Miền Nam          | Sud               |
| CM-SW | Tây Nam           | Sud-Ouest         |
| CM-OU | Miền Tây          | Ouest             |